# Nat (jednostka miary)
Nat (skr. od ang. natural unit „jednostka naturalna”; czasami także nit lub nepit, skr. od Neper unit – „jednostka Nepera”) – logarytmiczna jednostka miary ilości informacji. 1 nat jest ilością informacji zawartą w wiadomości o zajściu zdarzenia, którego prawdopodobieństwo równe jest 1/e. Ilość informacji wyraża się w postaci logarytmu naturalnego liczby możliwych wariantów zdarzenia. 
1 nat ≈ 1,443 bita lub 0,434 dita.  
1 bit = ln 2 ≈ 0,693 nаt,
1 dit = ln 10 ≈ 2,303 nat.